# Fluxbox
Fluxboxは、Blackbox 0.61.1のフォークとして2001年に開始されたX Window System用スタック型ウィンドウマネージャであり、Blackboxと同じく軽量化を目的としている。ユーザインタフェースはタスクバーと、デスクトップ上で右クリックアクセスできるポップアップメニューのみで、グラフィカルなアイコンは最低限しかサポートされない。メニュー構築やキーバインディングのマッピングなどの基本的な設定は、全てテキストファイルにより行う。FluxboxはExtended Window Manager Hints規格に良く準拠している。
Fluxboxの外観は必要最低限であるが、色、勾配、境界など、見栄えを改善するために指定可能な外観の基本属性がいくつか存在し、最近のバージョンでは丸舞ったコーナーやグラフィカル要素をサポートしている。xcompmgr、cairo-compmgrやtransset-dfなどのエフェクトマネージャにより、デスクトップ要素やウィンドウに真の透過性を追加できる。さらにiDeskやfbdesk、SpaceFM、PCMan File ManagerまたはROX Desktopを利用して強化することもできる。Fluxboxにはタブウィンドウや設定可能なタイルバーなど、Blackboxにはない機能がいくつかある。
Fluxboxはその少ないメモリー・フットプリントと高速なロード時間により、GPartedなど多くのLive CDで普及している。FluxboxはDamn Small LinuxおよびantiXのデフォルトウィンドウマネージャであったが、2007年から2009年にかけてJWMに置き換えられた。現在Fluxboxは、PCLinuxOSのリマスターであるPCFluxboxOSと、Linux Mint Fluxbox CEのデフォルトウィンドウマネージャである。2007年10月には、軽量アプリケーションを搭載したUbuntu派生である、Fluxbuntuがリリースされた。
2019年12月12日、MX LinuxはMX Linux 19との完全統合オーバーレイであるMX-fluxboxをリリースした。それ以前は2014年よりパッケージインストーラー経由でFluxboxを利用することができた。デフォルトでFluxboxを使用するFluxboxエディションはMX-21シリーズより追加された。FluxboxはantiXのウィンドウマネージャとしても機能する。
TrueOS用として作られたデスクトップ環境のLuminaの初期バージョンは、Fluxboxをベースとしていた。
2021年12月現在、Fluxboxを何らかの形で使用しているLinuxは22フレーバー存在する。

## 機能
- デスクトップ上における右クリックでのルートメニュー表示
- カスタマイズ可能なルートメニュー
- 壁紙
- タスクバーの起動中アプリケーション表示
- デスクトップテーマのサポート[2]
- カスタマイズ可能なキーボードショートカット
- タブウィンドウ
- システムモニターなどのアプリケーション用スリット

## カスタマイズ
カスタマイズは、ユーザーホームディレクトリ配下の.fluxboxサブディレクトリ内にある設定ファイルを編集して行う：
- キーボードショートカットは~/.fluxbox/keysファイル内に保存される。
- メニューレイアウトは~/.fluxbox/menuファイル内に存在する。
- スタートアップ時に起動されるものは全て~/.fluxbox/startupファイル内に保持される。
- Fluxbox設定ファイルは~/.fluxbox/initに保持される。